# Moon Hotel Kabul
Moon Hotel Kabul este un film românesc din 2017 regizat de Anca Damian. Rolurile principale au fost interpretate de actorii Florin Piersic jr.

## Distribuție
Distribuția filmului este alcătuită din:
- Rodica Negrea — Mama Ioanei
- Ofelia Popii — Ioana Preda
- Alexandru Nagy — Mitu
- Florin Piersic jr — Ivan Semciuc
- Adrian Titieni
- Ilona Brezoianu
- Florin Ghioca
- Lia Marin
- Iulian Postelnicu